# Mont-sur-Courville
Mont-sur-Courville è un comune francese di 131 abitanti situato nel dipartimento della Marna nella regione del Grand Est.

## Società

### Evoluzione demografica
Abitanti censiti